# Las Juntas de Chamicari
Las Juntas de Chamicari är en ort i Mexiko.   Den ligger i kommunen Guasave och delstaten Sinaloa, i den västra delen av landet, 1 200 km nordväst om huvudstaden Mexico City. Las Juntas de Chamicari ligger 29 meter över havet och antalet invånare är 591.
Terrängen runt Las Juntas de Chamicari är mycket platt. Runt Las Juntas de Chamicari är det ganska tätbefolkat, med 100 invånare per kvadratkilometer. Närmaste större samhälle är Guasave, 13,5 km söder om Las Juntas de Chamicari. Trakten runt Las Juntas de Chamicari består till största delen av jordbruksmark.